# 離散測度
数学の測度論の分野において、実数直線上のある測度が（ルベーグ測度に関する）離散測度（りさんそくど、英: discrete measure）であるとは、その台が高々可算集合であることを言う。この台は必ずしも離散集合でなくても良いことに注意されたい。幾何的に言うと、（ルベーグ測度に関する実数直線上の）離散測度は、点質量の集まりである。

## 定義と性質
実数直線に含まれるルベーグ可測集合上で定義され、{\displaystyle [0,\infty ]} に値を取るある測度 {\displaystyle \mu } が離散的であるとは、（有限である）数列
{\displaystyle s_{1},s_{2},\dots \,}
で
{\displaystyle \mu (\mathbb {R} \backslash \{s_{1},s_{2},\dots \})=0}
を満たすようなものが存在することを言う。
実数直線上の離散測度の例として最も簡単なものは、ディラックのデルタ関数 {\displaystyle \delta } である。実際 {\displaystyle \delta (\mathbb {R} \backslash \{0\})=0} および {\displaystyle \delta (\{0\})=1} が成立している。
より一般に、{\displaystyle s_{1},s_{2},\dots } が（有限の）実数列であるなら、{\displaystyle a_{1},a_{2},\dots } は同じ長さの {\displaystyle [0,\infty ]} 内の数列で、次のように定義されるディラック測度を考えることが出来る。
{\displaystyle \delta _{s_{i}}(X)={\begin{cases}1&{\mbox{ if }}s_{i}\in X\\0&{\mbox{ if }}s_{i}\not \in X\\\end{cases}}}
ここで {\displaystyle X} は任意のルベーグ可測集合である。このとき、測度
{\displaystyle \mu =\sum _{i}a_{i}\delta _{s_{i}}}
は離散測度となる。実際、実数直線上の任意の離散測度は、列 {\displaystyle s_{1},s_{2},\dots } および {\displaystyle a_{1},a_{2},\dots } を適切に選ぶことによって、このような形状になることを証明出来る。

## 拡張
離散測度の概念は、より一般的な測度空間に拡張することが出来る。ある測度空間 {\displaystyle (X,\Sigma )} とその上の二つの測度 {\displaystyle \mu } および {\displaystyle \nu } が与えられたとき、{\displaystyle \mu } が {\displaystyle \nu } に関して離散的であるとは、{\displaystyle X} の高々可算な部分集合で次を満たすものが存在することを言う。
1. {\displaystyle S} 内のすべての {\displaystyle s} に対する単元集合 {\displaystyle \{s\}} は可測（これは {\displaystyle S} 内の任意の部分集合が可測であることを意味する）
2. {\displaystyle \nu (S)=0\,}
3. {\displaystyle \mu (X\backslash S)=0.\,}

初めの二つの条件は、{\displaystyle \nu } がルベーグ測度であるとき実数直線の高々可算な部分集合に対しては常に満たされることに注意されたい。したがって上述の定義では、これら二つの条件は必要ではない。
実数直線上の測度の場合と同様に、{\displaystyle (X,\Sigma )} 上の測度 {\displaystyle \mu } が同じ空間上の他の測度 {\displaystyle \nu } に関して離散的であるための必要十分条件は、{\displaystyle \mu } が次の形状を持つことである。
{\displaystyle \mu =\sum _{i}a_{i}\delta _{s_{i}}}
ここで {\displaystyle S=\{s_{1},s_{2},\dots \}} であり、単元集合 {\displaystyle \{s_{i}\}} は {\displaystyle \Sigma } に属し、それらの測度 {\displaystyle \nu } は 0 となる。
符号付測度に対しても同様に離散性の概念を定義することが出来る。このとき、上述の条件 2 と 3 の代わりに、{\displaystyle \nu } は {\displaystyle S} の全ての可測な部分集合上でゼロであり、{\displaystyle \mu } は {\displaystyle X\backslash S} の可測な部分集合上でゼロであることを条件とする必要がある。